# 夏惠汶
夏惠汶（1948年7月28日—），臺灣學者與教育家，美國陶斯後現代學院院士，澳洲雪梨麥寬利大學文學、哲學博士。民國79年，前任校長夏惠汶接掌開平。在亞都麗緻飯店總裁嚴長壽的協助規劃下，1991年增設餐飲科，並於民國96年更名為「開平餐飲學校」，成為全國第一所餐飲專業學校。現任臺北市私立開平餐飲職業學校董事長及創辦人、開平教育集團會長、台北市教育會理事長。

## 出版
- 《PTS教學法-微型社會中的主題式教與學》，作者：夏惠汶，出版社：臺北市：學富文化，ISBN  9789865713423
- 《翻鍋的滋味》，作者：夏惠汶，出版社：臺北市：商業周刊
- 《餐飲禮儀與文化》，作者：夏惠汶，成天明，出版社：臺北市：統一出版社（合著），ISBN 9789866371615
- 《親子關係全壘打》，作者：夏惠汶，出版社：智庫 ，ISBN 9789867264558
- 《愛要流動》，作者：夏惠汶，出版社：智庫 ，ISBN 9789867880017
- 《亂有道理的學校: 開平團隊深度對話》，作者：夏惠汶，出版社：智庫 ，ISBN 9789867880277
- 《摸著石頭過河: 一位頑童校長的辦學歷程 》，作者：夏惠汶，出版社：師大書苑 ，ISBN  9789574962716